# Thái Sơn Nam Futsal Club
Thái Sơn Nam Futsal Club – wietnamski klub futsalowy z siedzibą w mieście Ho Chi Minh, obecnie występuje w najwyższej klasie rozgrywkowej Wietnamu.

## Sukcesy
- finalista Klubowych Mistrzostw AFC w futsalu (1): 2018
- Mistrzostwo Wietnamu (5): 2010, 2013, 2014, 2016, 2017, 2018
- Puchar Wietnamu (3): 2016, 2017, 2018
- Ho Chi Minh City Futsal Cup (3): 2015, 2017, 2018